# Nipponogelasma
Nipponogelasma là một chi bướm đêm thuộc họ Geometridae.